# Denscantia cymosa
Denscantia cymosa là một loài thực vật có hoa trong họ Thiến thảo. Loài này được (Spreng.) E.L.Cabral & Bacigalupo mô tả khoa học đầu tiên năm 2001.